# Große Aktion (Warschau)

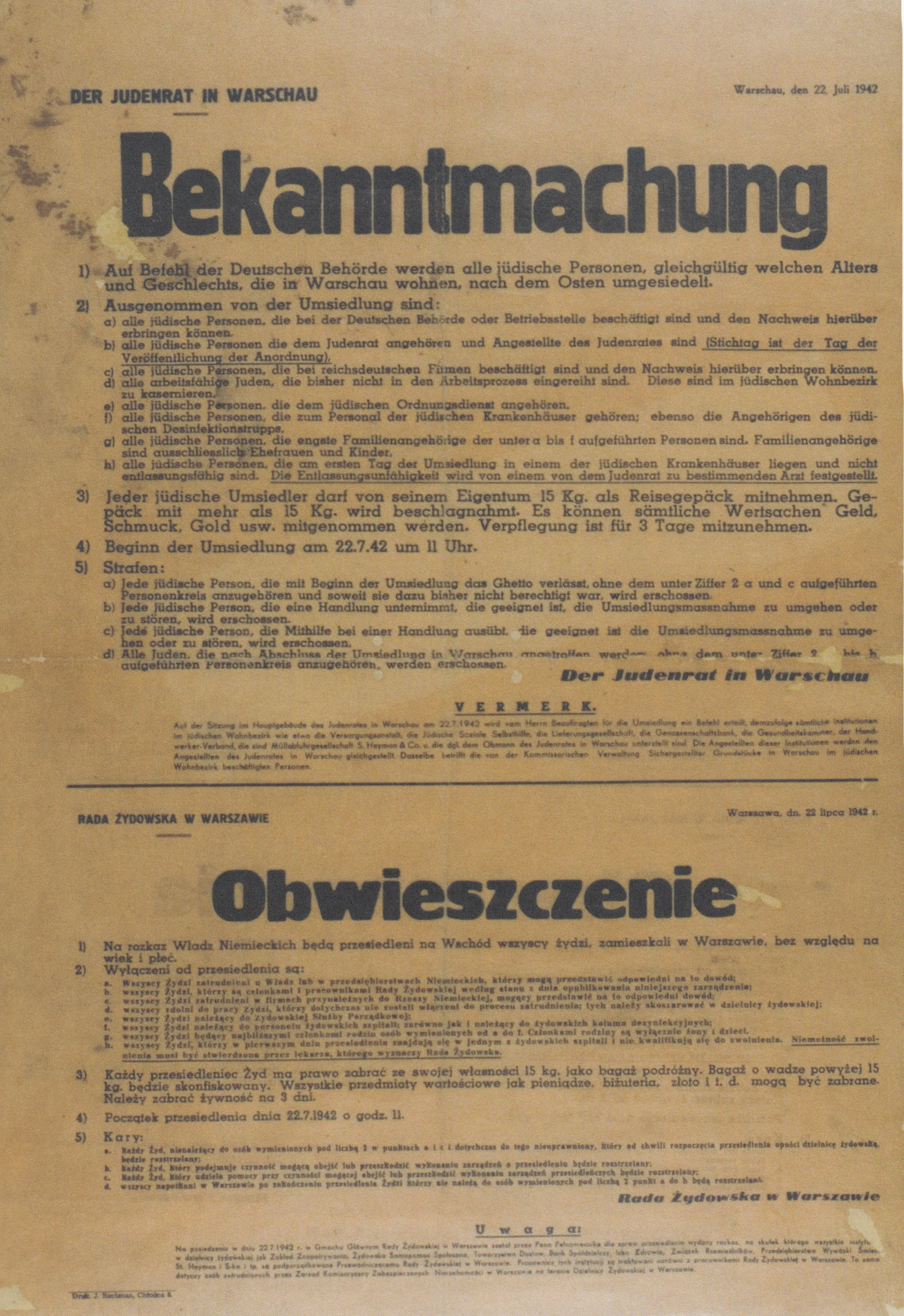
Die auf deutsche Anordnung vom Judenrat in Warschau am 22. Juli 1942 unterzeichnete Bekanntmachung der „Umsiedlung nach dem Osten“, d. h. der Auflösung des Warschauer Ghettos.

Als Große Aktion (polnisch Wielka Akcja), Großaktion Warschau, in der NS-Tarnsprache Umsiedlung in den Osten genannt, wird die Auflösung des Warschauer Ghettos bezeichnet. Sie war Teil der systematischen Vernichtung von Juden und wurde zwischen dem 22. Juli und dem 21. September 1942 im Rahmen der „Aktion Reinhardt“ durchgeführt.

## Hintergrund
Obwohl Berichte und Gerüchte über Deportationen aus vorwiegend von Juden bewohnten Ortschaften und anderen Ghettos Befürchtungen auslösten, blieb es im Warschauer Ghetto zunächst ruhig. Die Beschäftigung stieg an und die ökonomische Lage besserte sich leicht. Rückzugsbewegungen der Wehrmacht führten zu einer optimistischen Einschätzung der Überlebenschancen.
Am 18. April 1942 wurden in der so genannten „blutigen Nacht“ 52 Personen nach vorbereiteten Listen verhaftet und erschossen. Weitere nächtliche Razzien folgten und lösten Angst und Schrecken aus. Am 19. Juli 1942 schickte Heinrich Himmler den zentralen Befehl zur Ermordung der Juden im Generalgouvernement an den Höheren SS- und Polizeiführer Ost (HSSPF) Friedrich-Wilhelm Krüger.

## Verlauf
Am 22. Juli 1942 um 10 Uhr morgens befahl SS-Sturmbannführer Hermann Höfle vom Stab des SS- und Polizeiführers Lublin, Odilo Globocnik, dem Vorsitzenden des Judenrats Adam Czerniaków, zur „Umsiedlung in den Osten“ täglich 6000 Ghettoinsassen zum Abtransport bereitstellen zu lassen. Noch am gleichen Tage fuhr der erste Transport ins Vernichtungslager Treblinka. Czerniaków nahm sich tags darauf mit einer Zyankalikapsel das Leben. Er hatte gehofft, durch „ein solches Alarmsignal die Welt aufrütteln“ zu können; im Ausland wurde sein Suizid jedoch erst ein paar Wochen später bekannt.
Bei den Deportationen wirkten Mitglieder des Jüdischen Ordnungsdienstes aktiv mit. Als stellvertretender Kommandeur verfügte Jacob Lejkin über 2000 bis 2500 jüdische Hilfspolizisten, die von deutschen Polizisten und Trawniki unterstützt wurden, wenn die tägliche Quote noch nicht erfüllt war. Die Juden wurden auf den Umschlagplatz getrieben und dann in Güterzügen ins Vernichtungslager Treblinka deportiert.
In der ersten Phase der Aktion versuchten viele Bewohner, von deutschen Betrieben (szopy) Arbeitsgenehmigungen zu bekommen; teils wurden Arbeitsplätze erkauft. Innerhalb von zehn Tagen waren 65.000 Ghettobewohner deportiert worden.
Nachdem einige Geflohene aus den Transportzügen nach Treblinka im August 1942 nach Warschau zurückgekommen waren, wurde es klar, dass diese Deportationen nicht der Umsiedlung, sondern nur einem Zweck dienten: der systematischen Vernichtung von Juden. In einer zweiten Phase, vom 31. Juli bis 14. August 1942, organisierten die Deutschen und ihre 200 Trawniki-Helfer die meisten Aktionen selbst; der jüdische Ordnungsdienst spielte nur eine „sekundäre Rolle“. Am 5. August wurde die Deportation von 10.000 Waisenkindern angeordnet, die ihre Eltern durch Epidemien oder Deportationen verloren hatten. Einen dieser Transporte begleitete Janusz Korczak.
In einer dritten Phase, die vom 15. August bis 6. September 1942 währte, durchkämmten die SS und ihre Helfer planmäßig Wohnungen und Straßen. Zunächst ungelernte Arbeiter mit ihren Familien, dann auch Facharbeiter wurden in die Deportationen einbezogen. Die SS zwang jeden jüdischen Polizisten, täglich fünf Juden zuzuführen; andernfalls würde er selbst abtransportiert. Zwischen Juli bis September 1942 wurden allein bei Razzien im Ghetto mindestens 6.600 Juden erschossen.
In der Schlussphase der Aktion, d. h. vom 6. bis zum 11. September, wurden etwa 100.000 Ghettobewohner zwischen den ulica Smocza, ulica Gęsia, ulica Zamenhofa, ulica Szczęśliwa und dem Plac Parysowski (sogenanntem „Kessel in der ulica Miła“ oder „Kessel in der ulica Niska“) versammelt. Im Selektionsprozess erhielten 32.000 Menschen die sogenannten „Lebensnummern“ und durften im Ghetto bleiben, 2.600 Juden wurden erschossen und weitere 54.000 nach Treblinka gebracht.
Der 21. September war der letzte Tag der Großaktion, auf den der jüdische Feiertag Jom Kippur fiel. An diesem Tag wurden die Kräfte des Jüdischen Ordnungsdienstes von 2.400 auf 380 Personen abgebaut. Viele Polizisten mit ihren Familien gerieten auf den Umschlagplatz und wurden dann deportiert.

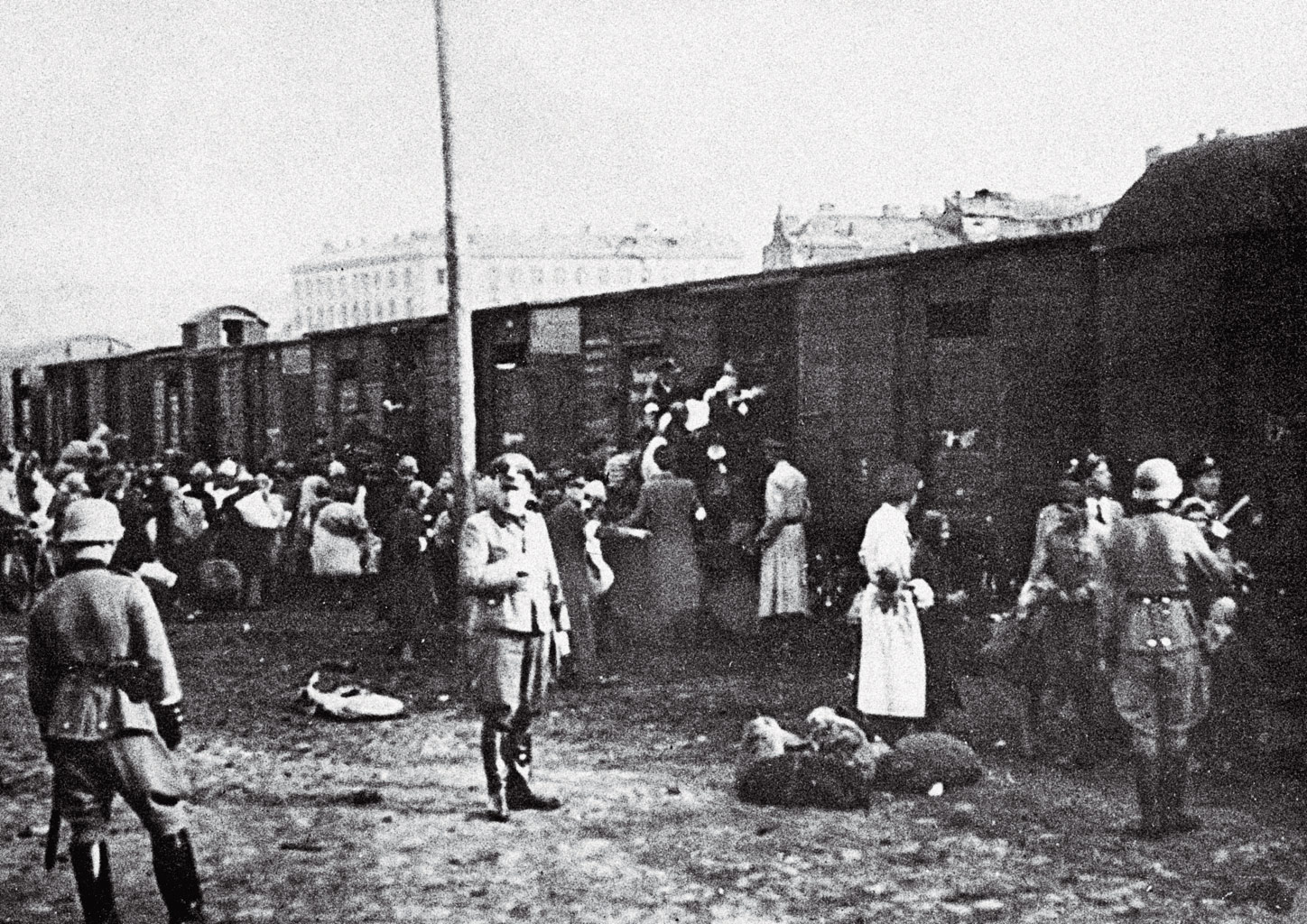
Deportation von Juden auf dem Umschlagplatz (zwischen 1942 und 1943)

Insgesamt kamen etwa 265.000 Juden während der Großaktion ums Leben. Vor Ort wurden etwa 10.000 Menschen ermordet und in dem deutlich verkleinerten Ghettogebiet lebten ca. 70.000 Menschen (legal oder illegal). Nach Treblinka wurden etwa 75 % der Ghettobewohner deportiert und das Ghettogebiet beschränkte sich auf die Produktionsbetriebe (sog. szopy, Schuppen) wie Schultz & Co. im nördlichen Teil des abgesonderten jüdischen Viertels und den Tobbens-Schuppen in der Nähe von der ulica Pańska.